# Capri (serija)
Capri je talijanska je TV serija u produkciji Rai Fictiona i suradnji s "Film Commission Regione Campania", autor serije je Carlo Rossella. Serija se prikazivala od 2006. do 2010. godine. Sveukupno ima 76 epizoda raspodijelene u 3 sezone. U Hrvatskoj serija se prikazivala na prvom programu HRT-a od srpnja do listopada 2011.godine.                                                    

## Pregled serije
U Italiji su izlazile po dvije epizode i to bi činilo jednu večernju epizodu (tal. "puntata") i svaka epizoda bi trajala 100 minuta, dok u Hrvatskoj serija je izlazila sa jednom epizodom na dan od 50 minuta.
| Sezona | Sezona | Epizoda | Epizoda | SAD prikazivanje    | SAD prikazivanje    | Hrvatsko prikazivanje | Hrvatsko prikazivanje |
| Sezona | Sezona | Ita.    | Hrv.    | Premijera           | Finale              | Premijera             | Finale                |
| ------ | ------ | ------- | ------- | ------------------- | ------------------- | --------------------- | --------------------- |
|        | 1      | 12      | 24      | 15. listopada 2006. | 27. studenoga 2006. | 8. srpnja 2011.       | 4. kolovoza 2011.     |
|        | 2      | 13      | 26      | 30. ožujka 2008.    | 29. svibnja 2008.   | 5. kolovoza 2011.     | 5. rujna 2011.        |
|        | 3      | 13      | 26      | 14. veljače 2010.   | 12. travnja 2010.   | 6. rujna 2011.        | 7. listopada 2011.    |

## Glumačka postava

### Sezona 2
- Gabriella Pession kao Vitoria Mari
- Kaspar Capparoni kao Massimo Galiano
- Sergio Assisi kao Umberto Galiano
- Isa Danieli kao Reginella Amato
- Bianca Guccero kao Carolina Scapece
- Lucio Caizzi kao Genarino Spagnulo
- Gianluca Salvo kao Alan Spagnulo
- Chiara Gensini kao Daiana Spagnulo
- Rosana Banfi kao Amalia Spagnulo

### Sezona 3
- Bianca Guccero kao Carolina Scapece
- Gabriele Greco kao Andrea
- Lucia Bose kao Isabella
- Fabio Ghidoni kao Tony
- Fabrizio Nevola kao Vittorio
- Lando Buzzanca kao Rodolfo
- Alexandra Dinu kao Greta
- Laura Barriales kao Gina
- Carmine Battaglia kao Francesco
- Miriam Candurro kao Lucia
- Antoneta Stefanucci kao Rosella

## Snimanje serije
Većina serije snimala se na otoku Capriju, a jedan dio snimao se i u Napulju.    

## Vanjske poveznice
- Capri u internetskoj bazi filmova IMDb-a
- Arhivirana službena stranica Capri 1 (prosinac 2006.)
- Arhivirana službena stranica Capri 2 (prosinac 2008.)
- Arhivirana službena stranica Capri 3 (travanj 2010.)